# 選考年別の宇宙飛行士の一覧
選考年別の宇宙飛行士の一覧(List of astronauts by year of selection)は、宇宙船の船長、操縦士、その他乗組員として、有人宇宙飛行計画のために訓練を受けた人物の一覧である。宇宙飛行士は政府、軍、民間宇宙機関に支援され、訓練を受けている。しかし、2004年には民間企業のスペースシップワンによって初めて弾道飛行が行われ、商業宇宙飛行士という新しいカテゴリーが作られた。
宇宙飛行士という用語は、科学者、政治家、ジャーナリスト、旅行者等を含み、宇宙を訪れたあらゆる人物を指すこともあるが、本項ではプロの宇宙飛行士のみを収録している。宇宙を訪れた全ての人については、宇宙飛行士一覧を参照。
500人以上が宇宙飛行士としての訓練を受けている。

## X-15
ノースアメリカンのX-15計画には、14人の操縦手が直接的に関わったが、そのうち12人のみが機体に搭乗して飛行した。全員が既にテストパイロットの資格保持者だったため、公式な選考過程はなかった。
スコット・クロスフォードとアルヴィン・ホワイトは、各々ノースアメリカンの正副テストパイロットで、最初にこの計画に参画した。アメリカ空軍大尉のアイヴン・キンチェロー（正）とロバート・ホワイト（副）は、1957年にこの計画に加わった。キンチェロ―が他のロケット計画で事故死すると、ホワイトが正パイロットとなり、ロバート・ラッシュウォースが副（バックアップ）として配属された。アメリカ航空宇宙局の最初のパイロットはジョセフ・ウォーカーとニール・アームストロングであった。海軍少佐のフォレスト・ピーターセンは、アメリカ海軍を代表して参画した。
ウォーカーとアームストロングは、NASAのパイロットであるジョン・マッケイ（1960年）、ミルトン・トンプソン（1963年）、ビル・ダナ（1965年）と交代した。ホワイトとラッシュウォースは、空軍大佐のジョー・イーグル（1963年）及びウィリアム・J・ナイト（1964年）、空軍少佐のマイケル・アダムス（1966年）と交代した。海軍は、ピーターセンの後任として、中尉のロイド・フーバーを選出したが、フーバーは飛行訓練に参加することはなかった。

## 1958年
6月25日 - Man In Space Soonest Group 1 - 米国
ニール・アームストロング, スコット・クロスフィールド, アイヴン・キンチェロー, ジョン・マッケイ, ジョセフ・ウォーカー, アルヴィン・ホワイト, ロバート・ホワイト
備考:アメリカ航空諮問委員会、アメリカ海軍、アメリカ空軍、ノースアメリカンから、7人のテストパイロットが有人宇宙飛行を目指すアメリカ軍のMan In Space Soonestプロジェクトに選ばれた。プロジェクトの宇宙飛行の部分は中止となったが、2人は後に宇宙に行った。即ち、ジョセフ・ウォーカーはX-15計画で、ニール・アームストロングはジェミニ計画とアポロ計画に参加することとなった。

## 1959年
4月9日 - NASA Group 1 - Mercury Seven - 米国
スコット・カーペンター, ゴードン・クーパー, ジョン・ハーシェル・グレン, ガス・グリソム, ウォルター・シラー, アラン・シェパード, ドナルド・スレイトン
備考:1959年4月、アメリカ航空宇宙局によって最初の宇宙飛行士のグループが選ばれた。7人は全員、軍のテストパイロットであったが、これは選考の過程を単純化するためにドワイト・D・アイゼンハワー大統領から規定された要件であった。最終的に7人全員が宇宙を訪れたが、ドナルド・スレイトンだけは医学的な理由のため、マーキュリー計画には参加せず、後にアポロ・ソユーズ計画で宇宙に行った。他の6人はマーキュリー計画で1度ずつ宇宙を訪れた。このうち、スコット・カーペンターとジョン・グレンは、アポロ時代にはマーキュリー計画にしか参加しなかった（グレンは後にスペースシャトル計画にも加わっている）。ガス・グリソム、ゴードン・クーパー、ウォルター・シラーはジェミニ計画にも参加している。アラン・シェパードは中止されたマーキュリー10号に搭乗する予定であり、またジェミニ3号では船長を務める予定であったが、健康上の理由のため、搭乗できなかった。手術の後、アポロ14号では船長を務め、マーキュリー・セブンのうち唯一月に行った。ウォルター・シラーもマーキュリーとジェミニの他にアポロ7号で船長を務め、この3種類の宇宙船に乗った唯一の人物となった（ガス・グリソムもアポロ1号の乗組員に選ばれていたが、訓練中の火災で死亡した。もし生きていれば、月面を歩いた最初の人間になったと信じられている）。ゴードン・クーパーは、月面着陸の最終的なリハーサルであるアポロ10号の船長のバックアップに選ばれていたが、NASAの運営方針に反対して、アポロ13号への搭乗は見送られた。
マーキュリー・セブンのうちの少なくとも1人は、マーキュリー計画、ジェミニ計画、アポロ計画、ジョン・グレンのSTS-95のスペースシャトル計画と、20世紀のNASAの全てのタイプの有人飛行で宇宙に行っている。

## 1960年
3月7日 - Air Force Group 1 - ソ連
イヴァン・アンキエフ, パーヴェル・ベリャーエフ, ヴァレンティン・ボンダレンコ, ヴァレリー・ブィコフスキー, ヴァレンティン・フィラティエフ, ユーリイ・ガガーリン, ヴィクトル・ゴルバトコ, アナトリー・カルタショフ, エフゲニー・フルノフ, ウラジーミル・コマロフ, アレクセイ・レオーノフ, グリゴリー・ネリューボフ, アンドリアン・ニコラエフ, パーヴェル・ポポーヴィチ, マルス・ラフィコフ, ゲオルギー・ショーニン, ゲルマン・チトフ, ヴァレンティン・ヴァルラモフ, ボリス・ヴォリノフ, ディミトリ・ザイキン
備考:ソビエト連邦の最初の宇宙飛行士は、ソビエト空軍のジェット機のパイロットから選ばれた。
4月 - Dyna-Soar Group 1 - 米国
ニール・アームストロング, ビル・ダナ, ウィリアム・J・ナイト, ラッセル・ロジャーズ, ミルトン・トンプソン, ジェームズ・ウッド
備考:1960年4月、ダイナソア計画のために秘密裏に7人が選ばれた。アームストロングはMISS計画でも選ばれている。アームストロングとダナは1962年夏に計画を去った。

## 1962年
3月12日 - Female Group - ソ連
タチアナ・クズネツォワ, ワレンチナ・ポノマレワ, イリーナ・ソロウィオワ, ジャーンナ・ヨールキナ, ワレンチナ・テレシコワ
備考:1962年3月12日、パラシュートの経験を持つ5人の民間人女性が宇宙飛行士訓練計画に加わった。このうちテレシコワだけが宇宙を訪れた。20歳のクズネツォワはソ連の高高度パラシュートの第一人者で、宇宙飛行の訓練を受けた最年少である。
9月17日 - NASA Group 2 - The Next Nine (Also: The Nifty Nine, The New Nine) - 米国
ニール・アームストロング, フランク・ボーマン, チャールズ・コンラッド, ジェームズ・マクディビット, ジム・ラヴェル, エリオット・シー, トーマス・スタッフォード, エドワード・ホワイト, ジョン・ヤング
備考:第2グループの9人の宇宙飛行士は、NASAによって1962年9月に選ばれた。ジェミニ9号の準備飛行中の事故で死去したエリオット・シーを除く全員は、ジェミニ計画に参加した。また、アポロ1号の火災で死亡したエドワード・ホワイトを除く7人は、アポロ計画でも飛行した。また、コンラッドはスカイラブ2号、スタッフォードはアポロ・ソユーズ計画にも参加した。ボーマン、ラヴェル、スタッフォード、ヤング、アームストロング、コンラッドの6人は月も訪れた。ラヴェルとヤングは2度月に行き、アームストロング、コンラッド、ヤングは月面を歩いた。マクディビットは後にアポロ計画の責任者となり、准将となった。アポロ14号ではバックアップの船長も務めたが、アラン・シェパードとドナルド・スレイトンの対立が原因でNASAを去った。ヤングは、後にSTS-1とSTS-9でスペースシャトルでの飛行も経験し、2004年にNASAを退職した。彼は、このグループで最初と最後に宇宙へ行ったことになった。
9月19日 - Dyna-Soar Group 2 - 米国
アルバート・クルーズ
備考:1962年9月19日、ダイナソア計画にクルーズが加わり、6人の宇宙飛行士が公開された。

## 1963年
1月10日 - Air Force Group 2 - ソ連
ユーリー・アルチューヒン, Eduard Buinovski, レフ・デミン, ゲオルギー・ドブロボルスキー, アナトリー・フィリプチェンコ, アレクセイ・グバレフ, , Vladislav Gulyayev, Pyotr Kolodin, Eduard Kugno, Anatoli Kuklin, Aleksandr Matinchenko, ウラジーミル・シャタロフ, Lev Vorobyov, Anatoli Voronov, ビタリー・ジョロボフ
10月17日 - NASA Group 3 - The Fourteen - 米国
バズ・オルドリン, ウィリアム・アンダース, チャールズ・バセット, アラン・ビーン, ユージン・サーナン, ロジャー・チャフィー, マイケル・コリンズ, ウォルター・カニンガム, ドン・エイゼル, セオドア・フリーマン, リチャード・ゴードン, ラッセル・シュウェイカート, デイヴィッド・スコット, クリフトン・ウィリアムズ
備考:アポロ1号の火災で死亡したチャフィー、飛行機事故で死亡したバセット、フリーマン、ウィリアムズを除く全員がアポロ計画に参加した。オルドリン、ビーン、サーナン、スコットは月面を歩いた。オルドリン、サーナン、コリンズ、ゴードン、スコットの5人は、ジェミニ計画にも参加した。サーナンは、このグループで唯一、アポロ10号とアポロ17号で2度月を訪れた。ビーンはスカイラブ3号で船長を務めた。

## 1964年
1月25日 - Air Force Group 2 Supplemental - ソ連
ゲオルギ・ベレゴヴォイ
5月26日 - Voskhod Group (Medical Group 1) - ソ連
Vladimir Benderov, Georgi Katys, ワシリー・ラザレフ, Boris Polyakov, Aleksei Sorokin, ボリス・エゴロフ
6月11日 - Civilian Specialist Group 1 - ソ連
コンスタンチン・フェオクチストフ

## 1965年
6月1日 - Journalist Group 1 - ソ連
Yaroslav Golovanov, Yuri Letunov, Mikhail Rebrov
備考:1965年に3人の民間人ジャーナリストがボスホート計画の準備のため、宇宙飛行士の訓練に選ばれた。ボスホート計画が中止になった時、ゴロワノフとレトゥノフは退職した。一方レブロフは1974年までジャーナリストとして宇宙計画に留まった。
6月1日 - Medical Group 2 - ソ連
Yevgeni Illyin, Aleksandr Kiselyov, Yuri Senkevich
備考:長期間のボスホートの飛行に備えて、医者が選抜されたが、全員が月計画には参加できなかった。3人全員が翌年の初めに退職した。
6月28日 - NASA Group 4 - The Scientists - 米国
オーウェン・ギャリオット, エドワード・ギブソン, ドゥエーン・グラベリン, ジョセフ・カーウィン, カート・ミッチェル, ハリソン・シュミット
備考:グラベリンとミッチェルは宇宙飛行をせずにNASAを去った。シュミットはアポロ17号で月面を歩いた。ギャリオット、ギブソン、カーウィンはスカイラブで飛行した。またギャリオットは、STS-9でスペースシャトルにも乗り、軌道上から初めてアマチュア無線を行った（コールサインW5LFL）。
10月28日 - Air Force Group 3 - ソ連
Boris Belousov, Vladimir Degtyarov, Anatoli Fyodorov, ユーリ・グラズコフ, Vitali Grishchenko, Veygeni Khludeyev, レオニード・キジム, ピョートル・クリムク, Gennadi Kolesnikov, Aleksandr Kramarenko, Mikhail Lisun, Aleksandr Petrushenko, Vladimir Preobrazhensky, ワレーリ・ロズデストベンスキー, ゲナジ・サラファノフ, Ansar Sharafutdinov, Vasili Shcheglov, Aleksandr Skvortsov, Eduard Stepanov, Valeri Voloshin, Oleg Yakovlev, ヴャチェスラフ・ズードフ
備考:このグループは、実施中の5度のソユーズ計画に参加するために選ばれた。これには、アルマース、サリュート両宇宙ステーションへの飛行や2度の月プログラムを含む。結局、軌道プログラムと宇宙ステーション計画だけが進められ、このグループのほとんどは宇宙飛行をする機会を得られなかった。
11月 - USAF MOL Group 1 - 米国
マイケル・アダムス, アルバート・クルーズ, ジョン・フィンレー, リチャード・ローヤー, Lachlan Macleay, フランシス・ニューベック, ジェームズ・テーラー, リチャード・トゥルーリー
備考:このグループは、アメリカ空軍の有人軌道実験室計画のために選ばれた。計画が中止された後、この中ではトゥルーリーだけがNASAに移籍し、後にスペースシャトルに搭乗した。1989年、トゥルーリーは宇宙飛行士として初めてNASA長官となった。

## 1966年
4月4日 - NASA Group 5 - The Original 19 - 米国
ヴァンス・ブランド, ジョン・ブル, ジェラルド・カー, チャールズ・デューク, ジョー・エングル, ロナルド・エヴァンス, エドワード・ギブンズ, フレッド・ヘイズ, ジェームズ・アーウィン, ドン・リンド, ジャック・ルーズマ, ケン・マッティングリー, ブルース・マッカンドレス2世, エドガー・ミッチェル, ウイリアム・ポーグ, スチュアート・ローサ, ジャック・スワイガート, ポール・ワイツ, アルフレッド・ウォーデン
備考:このグループでは、健康上の理由でNASAを去ったジョン・ブル、死亡したエドワード・ギブンズ、アポロ17号への搭乗をハリソン・シュミットに譲ったジョセフ・イーグル、中止されたアポロに乗る予定だったブルース・マッカンドレス2世、ドン・リンドを除く全員が、アポロ12号以降の全ての飛行に搭乗した。フレッド・ヘイズとジャック・スワイガートはアポロ13号の乗組員に選ばれた。スワイガートは当初予備搭乗員だったが、ケン・マッティングリーが風疹に罹ったため、代役として搭乗したものだった。マッティングリーは後にアポロ16号で飛行した。エドガー・ミッチェルとスチュアート・ローサは、アラン・シェパードとともにアポロ14号で、アルフレッド・ウォーデンとジェームズ・アーウィンはデイヴィッド・スコットとともにアポロ15号で飛行した。チャールズ・デュークはアポロ11号で通信管制員を務め、アポロ16号でジョン・ヤング、マッティングリーと飛行した。ロン・エヴァンスはハリソン・シュミット、ユージン・サーナンとともにアポロ17号に搭乗し、司令船操縦士を務めた。ポール・ウェイツ、ジャック・ルーズマ、ジェラルド・カー、ウィリアム・ポーグはスカイラブ計画に参加し、ヴァンス・ブランドはトーマス・スタッフォード、ディーク・スレイトンとともに1975年にアポロ・ソユーズテスト計画に参加した。ジョー・エングルとフレッド・ヘイズは1977年にエンタープライズの着陸試験で船長を務めた。エングル、ルーズマ、マッティングリー、ブランド、ウェイツ、ブルース、マッカンドレス2世、リンドは、後に実際のスペースシャトルにも乗った。エングルと有人軌道実験室計画から移転してきたリチャード・トゥルーリーは1981年11月に、最後の全員が新人の宇宙飛行（STS-2）に参加した。
5月23日 - Civilian Specialist Group 2 - ソ連
Sergei Anokhin, Vladimir Bugrov, Gennadi Dolgopolov, ゲオルギー・グレチコ, ワレリー・クバソフ, オレグ・マカロフ, ウラディスラフ・ボルコフ, アレクセイ・エリセーエフ
6月30日 - USAF MOL Group 2 - 米国
カロル・J・ボブコ, ロバート・クリッペン, ゴードン・フラートン, ヘンリー・ハーツフィールド, ロバート・オーバーマイヤー
備考:このグループは、アメリカ空軍の有人軌道実験室計画の訓練のために選ばれた。計画が中止になると5人全員が後にNASAに移籍し、操縦手としてスペースシャトルで宇宙に飛んだ。

## 1967年
1月31日 - Civilian Specialist Group 2 Supplemental - ソ連
ニコライ・ルカビシュニコフ, ヴィタリー・セバスチャノフ
5月7日 - Air Force Group 4 - ソ連
Vladimir Alekseyev, Vladimir Beloborodov, Mikhail Burdayev, Sergei Gaidukov, Vladimir Isakov, ウラジーミル・コワリョーノク, Vladimir Kozelsky, ウラジーミル・リャホフ, ユーリイ・マリシェフ, Viktor Pisarev, Nikolai Porvatkin, Mikhail Sologub
5月22日 - Academy of Sciences Group - ソ連
Mars Fathulin, Rudolf Gulyayev, Ordinard Kolomitsev, Vsevolod Yegorov, Valentin Yershov
6月 - USAF MOL Group 3 - 米国
ジェームズ・アブラハムソン, ロバート・ヘレス, ロバート・ローレンス, ドナルド・ペターソン
備考:このグループは、アメリカ空軍の有人軌道実験室計画の訓練のために選ばれた。ローレンスは宇宙飛行士に選ばれた最初のアフリカ系アメリカ人となったが、1969年に計画が中止される前に飛行機事故で死亡した。ペターソンは計画が中止になった後の1969年にNASAに移籍し、スペースシャトルで飛行した。ヘレスは1987年のゴールドウォーター＝ニコルズ法の下で、初代アメリカ統合参謀本部副議長となった。
10月4日 - NASA Group 6 - XS-11 (The Excess Eleven) - 米国
ジョセフ・アレン, フィリップ・チャップマン, アンソニー・イングランド, カール・ヘナイズ, ドナルド・ホルムクエスト, ウィリアム・レノア, アンソニー・ルエリン, ストーリー・マスグレーブ, ブライアン・オリリー, ロバート・パーカー, ウィリアム・ソーントン
備考:科学者が宇宙飛行士に選ばれた2番目のグループで、アポロ計画の最後の3回やスカイラブ計画のためのバックアップ要員として選ばれた。チャップマン、ホルムクエスト、ルエリン、オリリーを除く全員が、最終的にはスペースシャトル計画のミッションスペシャリストとなった。ハッブル宇宙望遠鏡の修復を行ったSTS-61では、58歳のマスグレーブがジョン・グレンの2度目の飛行を抜いて、最年長の宇宙飛行士となった。

## 1968年
5月27日 - Civilian Specialist Group 3 - ソ連
Vladimir Fartushny, ビクトル・パツァーエフ, Valeri Yazdovsky

## 1969年
8月14日 - NASA Group 7 - 米国
カロル・ボブコ, ロバート・クリッペン, ゴードン・フラートン, ヘンリー・ハーツフィールド, ロバート・オーバーマイヤー, ドナルド・ペターソン, リチャード・トゥルーリー
備考:このグループは全員がアメリカ空軍の有人軌道実験室計画のために選ばれ、1969年に中止された後はNASAに移籍し、初期のスペースシャトルで飛行した。トゥルーリーは1989年に宇宙飛行士出身では初のNASA長官に就任し、1992年まで務めた。
9月10日 - Civilian Engineer Group - ソ連
Anatoli Demyanenko, Valeri Makrushin, Dmitri Yuyukov

## 1970年
4月27日 - Air Force Group 5 - ソ連
アナトリー・ベレゾボイ, Aleksandr Dedkov, ウラジーミル・ジャニベコフ, Nikolai Fefelov, Valeri Illarianov, Yuri Isaulov, Vladimir Kozlov, レオニード・ポポフ, ユーリ・ロマネンコ

## 1971年
2月25日 - 1971 Scientific Group - ソ連
Gurgen Ivanyan
5月 - Shuguang Group 1970 - 中国
Chai Hongliang, Dong Xiaohai, Du Jincheng, Fang Guojun, Hu Zhanzi, Li Shichang, Liu Chongfu, Liu Zhongyi, Lu Xiangxiao, Ma Zizhong, Meng Senlin, Shao Zhijian, Wang Fuhe, Wang Fuquan, Wang Quanbo, Wang Rongsen, Wang Zhiyue, Yu Guilin, Zhang Ruxiang

## 1972年
3月22日 - Civilian Specialist Group 4 - ソ連
ボリス・アンドレーエフ, ワレンティン・レベデフ, Yuri Ponomaryov
3月22日 - Medical Group 3 - ソ連
Georgi Machinski, ワレリー・ポリャコフ, Lev Smirenny

## 1973年
3月27日 - Civilian Specialist Group 5 - ソ連
ウラジーミル・アクショーノフ, Vladimir Gevorkyan, アレクサンドル・イワンチェンコフ, Valeri Romanov, ワレリー・リューミン, ゲンナジー・ストレカロフ

## 1974年
1月1日 - Physician Group - ソ連
Zyyadin Abuzyarov

## 1976年
8月23日 - Air Force Group 6 - ソ連
レオニド・イワノフ, レオニド・カデニューク, Nikolai Moskalenko, Sergei Protchenko, Yevgeni Saley, アナトリー・ソロフィエフ, ウラジーミル・チトフ, ウラジーミル・ヴァシューチン, アレクサンドル・ヴォルコフ
11月25日 - 1976 Intercosmos Group - ソ連
ミロスワフ・ヘルマシェフスキ（ポ―ランド）, ゼノン・ヤンコフスキ（ポ―ランド）, ジークムント・イェーン（東ドイツ）, エベルハルト・ケルナー（東ドイツ）, オールドリッチ・ペルチャーク（チェコスロバキア）, ウラジミル・レメック（チェコスロバキア）

## 1978年
1月16日 - NASA Group 8 - TFNG (Thirty-Five New Guys) - 米国
パイロット: ダニエル・ブランデンシュタイン, Michael Coats, Richard Covey, John Creighton, Robert Gibson, フレデリック・グレゴリー, フレデリック・ホーク, Jon McBride, ディック・スコビー, Brewster Shaw, Loren Shriver, デヴィッド・ウォーカー, Donald Williams
ミッションスペシャリスト: グィオン・ブリュフォード, ジェームズ・ブフリ, John Fabian, アンナ・リー・フィッシャー, デール・ガードナー, S. David Griggs, Terry Hart, Steven Hawley, ジェフリー・ホフマン, シャノン・ルシッド, ロナルド・マクネイア, Richard Mullane, スティーブン・ネーゲル, ジョージ・ネルソン, エリソン・オニヅカ, ジュディス・レズニック, サリー・ライド, マーガレット・レア・セッドン, ロバート・リー・ステュアート, キャサリン・D・サリバン, ノーマン・サガード, James van Hoften
備考:最後のアポロのミッションから、1981年のスペースシャトルの初飛行まで長い年月を要したため、以前の宇宙飛行士はNASAにほとんど残っていなかった。そのため、1978年に9年ぶりに35人の宇宙飛行士が選考された。その中には、米国初の女性宇宙飛行士（サリー・ライド）や宇宙を飛んだ初の黒人宇宙飛行士（グィオン・ブリュフォード）、初の日系宇宙飛行士（エリソン・オニヅカ）も含まれていた（最初の黒人宇宙飛行士はローレンスであるが、宇宙へは行かなかった）。ボブ・スチュワートは、マーキュリー・セブン以来19年ぶりに選ばれた軍人出身の宇宙飛行士だった。この年以降、新しい宇宙飛行士はおおよそ2年おきに選ばれている。
サリー・ライドは、STS-7に搭乗し、アメリカ人女性で初めて宇宙へ行った。キャサリン・D・サリバンは、アメリカ人女性で初めて宇宙遊泳を行った。ノーマン・タガードは、ロシアのロケット（ソユーズTM-18）でミールを訪れた初のアメリカ人となった。シャノン・ルシッドはミールに6ヶ月以上滞在し、アメリカ人の宇宙滞在記録を作った。この記録は、1996年から1997年にかけてスニータ・ウィリアムズによって破られた。また、このグループの中で、スコビー、レズニック、オニズカ、マクネイアは、チャレンジャー号爆発事故で死亡した。この中では、アンナ・リー・フィッシャーのみが現役である（ただし1989年から1996年までは離れていた）。ロバート・ギブソンとマーガレット・レア・セッドンは、初めての既婚の宇宙飛行士となった。シャノン・ルシッドは、2011年現在でも通信管制員として働いている。チャレンジャー号爆発事故後、サリー・ライドはロジャーズ委員会とコロンビア号空中分解事故調査委員会の両方を務めている。
3月1日 - 1978 Intercosmos Group - ソ連
アレクサンドル・アレクサンドロフ, Dumitru Dediu, Jose Lopez Falcon, ファルカシュ・ベルタラン, Maidarzhavyn Ganzorig, ジェクテルデミット・グラグチャ, ギオルギー・イワノフ, ベーラ・マジャーリ, アルナルド・タマヨ・メンデス, Dumitru Prunariu
5月1日 - Spacelab Payload Specialists Group 1 - 欧州
ウルフ・メルボルト, クロード・ニコリエ, ウッボ・オッケルス, Franco Malerba

## 1979年
8月 - USAF Manned Spaceflight Engineer - Group 1
Frank J. Casserino, Jeffrey E. Detroye, Michael A. Hamel, Terry A. Higbee, Daryl J. Joseph, Malcolm W. Lydon, Gary E. Payton, Jerry J. Rij, Paul A. Sefchek, Eric E. Sundberg, David M. Vidrine, John B. Watterson, Keith C. Wright
4月1日 - 1979 Intercosmos Group - ソ連
ファム・トゥアン, ブイ・リエム

## 1980年
5月29日 - NASA Group 9 - 米国
備考:フランクリン・チャン＝ディアスは、ヒスパニックとして初めて宇宙飛行した。マイケル・J・スミスはチャレンジャー号爆発事故で死亡した。ジョン・ブラハはミールを訪れた。ジェリー・ロスとチャン＝ディアスは現在、有人宇宙飛行7回という記録を持っている。ボールデンは2人目のアフリカ系アメリカ人宇宙飛行士で、パイロットとしては初めてである。2009年5月23日に、宇宙飛行士としては2人目、アフリカ系アメリカ人としては初めてのNASA長官になった。
パイロット:ジョン・ブラハ, チャールズ・ボールデン, Roy Bridges, Guy Gardner, Ronald Grabe, Bryan O'Connor, Richard N. Richards, マイケル・J・スミス
ミッションスペシャリスト:James Bagian, フランクリン・チャン＝ディアス, Mary Cleave, ボニー・J・ダンバー, William Fisher, David Hilmers, David Leestma, ジョン・M・ラウンジ, ジェリー・ロス, Sherwood Spring, Robert
国際ミッションスペシャリスト:クロード・ニコリエ, ウッボ・オッケルス
7月30日 - LII-1/IMBP-3/MAP/NPOE-5/AN-2 Cosmonaut Group - ソ連
LII-1: アナトリー・レフチェンコ, Alexandr Shchukin, Rimantas Stankevicius, イゴール・ボルク
IBMP: Galina Amelkina, Yelena Dobrokvashina, Larisa Pozharskaya, Tamara Zakharova
MAP: スベトラーナ・サビツカヤ
NPOE: Yekaterina Ivanova, Natalya Kuleshova, Irina Pronina
AN-2: Irina Latysheva
1980年 - CNES Group 1 - フランス
パトリック・ボードリー, ジャン＝ルー・クレティエン
備考:クレティエンとボードリーは、フランス人として初めて宇宙へ行った。クレティエンは1982年にサリュート7号、ボードリーは1985年にSTS-51-Gに搭乗した。クレティエンは後にミールに滞在し、1990年代にはスペースシャトルのミッションスペシャリストとなった。

## 1982年
8月 - USAF Manned Spaceflight Engineer - Group 2
James B. Armor, Jr., Michael W. Booen, Livingston L. Holder, Jr., Larry D. James, Charles E. Jones, Maureen C. LaComb, Michael R. Mantz, Randy T. Odle, William A. Pailes, Craig A. Puz, Katherine E. Roberts, Jess M. Sponable, W. David Thompson, Glenn S. Yeakel
備考:ジョーンズは、2001年9月11日にアメリカン航空11便テロ事件を起こした飛行機に搭乗しており、死亡した。
12月1日 - Spacelab Payload Specialists Group - ドイツ
ラインハルト・フラー, エルンスト・メッサーシュミット

## 1983年
12月 - NRC Group - カナダ
ロベルタ・ボンダー, Marc Garneau, Steve MacLean, Kenneth Money, Robert Thirsk, Bjarni Tryggvason
備考:カナダ国立研究機構によってカナダ人初めての宇宙飛行士が選ばれ、1989年に設立されたカナダ宇宙庁に移籍した。1992年に退職したケネス・マネーを除く全員が、1997年までにスペースシャトルで宇宙へ行った。

## 1984年
2月15日 - NPOE-6 Cosmonaut Group - ソ連
アレクサンドル・カレリ, Sergei Yemelyanov
5月23日 - NASA Group 10 - The Maggots - 米国
パイロット:Kenneth Cameron, ジョン・キャスパー, フランク・カルバートソン, Sidney Gutierrez, Blaine Hammond, Michael McCulley, ジェームズ・ウェザービー
ミッションスペシャリスト:James Adamson, Ellen Baker, Mark Brown, ソニー・カーター, マーシャ・アイビンス, Mark Lee, David Low, ウィリアム・シェパード, キャスリン・C・ソーントン, Charles Veach
備考:ウィリアム・シェパードは、国際宇宙ステーションの第1次長期滞在で船長を務めた。ジェームズ・ウェザビーは、5度のスペースシャトルのミッションで船長を務めた唯一の人物である。ソニー・カーターは1991年に飛行機事故で死亡した。

## 1985年
6月4日 - NASA Group 11 - 米国
パイロット:Michael A. Baker, Robert D. Cabana, Brian Duffy, Terence Henricks, ステファン・オズワルド, Stephen Thorne
ミッションスペシャリスト:Jerome Apt, Charles Gemar, Linda Godwin, Richard Hieb, タマラ・E・ジャーニガン, カール・ミード, Rodolfo Neri Vela, Pierre Thuot
備考:ソーンは、最初の任務の前に自家用飛行機の事故で死亡した。
7月19日 - NASA Teacher in Space Program - 米国
クリスタ・マコーリフ, バーバラ・モーガン
備考:マコーリフ1985年のSTS-51-Lのペイロードスペシャリストに選ばれた。モーガンはそのバックアップだった。マコーリフは、打上げの73秒後、チャレンジャー号爆発事故で死亡した。モーガンはチャレンジャー号事故の21年後、2007年のSTS-118で飛行した。
8月1日 - 1985 NASDA Group - 日本
毛利衛, 向井千秋, 土井隆雄
8月 - USAF Manned Spaceflight Engineer - Group 3
Joseph J. Caretto, Robert B. Crombie, Frank M. DeArmond, David P. Staib, Jr., Teresa M. Stevens
9月2日 - GKNII-2/NPOE-7 Cosmonaut Group - ソ連
GKNII: ヴィクトル・アファナシェフ, アナトリー・アルツェバルスキー, ゲンナジー・マナコフ
NPOE: セルゲイ・クリカレフ, Andrei Zaytsev
9月18日 - CNES Group 2 - フランス
クローディ・エニュレ, Jean-Francois Clervoy, Jean-Jacques Favier, ジャン＝ピエール・エニュレ, Frederic Patat, Michel Tognini, Michel Viso

## 1987年
3月26日 - GTsPK-8/NPOE-8 Cosmonaut Group  - ソ連
TsPK: ワレリー・コルズン, ウラジーミル・デジュロフ, ユーリー・ギジェンコ, ユーリ・マレンチェンコ, ワシリー・ツィブリエフ
NPOE: セルゲイ・アヴデエフ
6月5日 - NASA Group 12 - The GAFFers - 米国
パイロット:アンドリュー・アレン, ケネス・バウアーソックス, カーティス・ブラウン, ケヴィン・チルトン, ドナルド・マクモナグル, William Readdy, Kenneth Reightler
ミッションスペシャリスト:トーマス・エイカーズ, Jan Davis, マイケル・フォール, グレゴリー・ハーボー, メイ・ジェミソン, ブルース・メルニック, マリオ・ルンコ, ジェームズ・ヴォス
備考:このグループの非公式なニックネームは、"George Abbey Final Fifteen"のアクロニムである。メイ・ジェミソンは、女性のアフリカ系アメリカ人で初の宇宙飛行士となった。マイケル・フォーレはミールに搭乗した。2003年にコロンビア号空中分解事故が起こった時、ウィリアム・レディは副長官であり、ケネス・バウアーソックスはISSへの第6次長期滞在の船長を務めていた。ケヴィン・チルトンはNASAを退職した後、元宇宙飛行士として初のアメリカ空軍の大将となり、現在はアメリカ戦略軍を率いている。
8月3日 - 1987 German Group - ドイツ
Renate Brummer, Hans Schlegel, Gerhard Thiele, Heike Walpot, Ulrich Walter

## 1989年
1月25日 - IMBP-5/GKNII-3/NPOE-9/TsPK-10 Cosmonaut Group - ソ連
IMBP: Vladimir Karashtin, Vasili Lukiyanyuk, Boris Morukov 
GNKII: Anatoli Polonsky, ワレリー・トカレフ, Aleksandr Yablontsev 
NPOE: ニコライ・ブダーリン, エレーナ・コンダコワ, アレクサンドル・ポレシチューク, ユーリ・ウサチェフ
TsPK: Sergei Kirchevsky, ゲンナジー・パダルカ, ユーリ・オヌフリエンコ

## 1990年
1月17日 - NASA Group 13 - The Hairballs - 米国
パイロット:ケネス・コックレル, アイリーン・コリンズ, ウィリアム・グレゴリー, ジェームズ・ハルセル, チャールズ・プレコート, リチャード・シーアフォス, テレンス・ウィルコット
ミッションスペシャリスト:ダニエル・バーシュ, リロイ・チャオ, マイケル・クリフォード, バーナード・ハリス, スーザン・J・ヘルムズ, Thomas David Jones, ウィリアム・マッカーサー, ジェームズ・ニューマン, エレン・オチョア, ロナルド・セガ, ナンシー・J・カリー, Donald A. Thomas, ジャニス・E・ヴォス, カール・ウォルツ, ピーター・ウィソフ, デヴィッド・ウルフ
備考:コリンズは、女性で初めてのスペースシャトルのパイロット、船長となり、2005年に行われた2度目の"Return to Flight"となるSTS-114でも船長を務めた。"Hairballs"というニックネームは、ジョーンズの著書 "Sky Walking,"に由来するが、このグループの徽章に黒いネコが描かれていることにちなんでいる。
2月 - CNES Group 3 - フランス
レオポルド・アイハーツ, Jean-Marc Gasparini, Philippe Perrin, Benoit Silve
5月11日 - TsPK-11 Cosmonaut Group - ソ連
タルガット・ムサバイエフ, Vladimir Severin, サリザン・シャリポフ, Sergei Vozovikov, セルゲイ・ザリョーチン
10月8日 - 1990 German Group - ドイツ
ラインホルト・エヴァルト, クラウス＝ディートリッヒ・フラーデ

## 1992年
3月3日 - NPOE-10 Cosmonaut Group - ロシア
アレクサンドル・ラズトキン, セルゲイ・トレシェフ, パーヴェル・ヴィノグラードフ
3月31日 - NASA Group 14 - The Hogs  - 米国
パイロット:スコット・ホロウィッツ, Brent Jett, Kevin Kregel, Kent Rominger
ミッションスペシャリスト:Daniel T. Barry, Charles Brady, キャスリン・コールマン, Michael Gernhardt, John Grunsfeld, ウェンディ・ローレンス, ジェリー・リネンジャー, Richard Linnehan, マイケル・ロペス＝アレグリア, Scott Parazynski, Winston Scott, Steven Smith, Joseph Tanner, アンディ・トーマス, メアリー・E・ウェーバー
国際ミッションスペシャリスト:Marc Garneau (カナダ), Chris Hadfield (カナダ), マウリツオ・ケーリ (イタリア), ジャン＝フランソワ・クレルボワ (フランス), 若田光一 (日本)
4月 - 1992 NASDA Group - 日本
若田光一
6月 - CSA Group 2 - カナダ
Dafydd Williams, ジュリー・ペイエット, {{仮リンク|クリス・ハドフィールド|en|Chris Hadfield, Michael McKay
5月15日 - 1992 ESA Group - 欧州
マウリツオ・ケーリ (イタリア), ジャン＝フランソワ・クレルボワ (フランス), ペドロ・デュケ (スペイン), クリステル・フォーグレサング (スウェーデン), Marianne Merchez (ベルギー), トーマス・ライター (ドイツ)

## 1994年
4月1日 - NPOE-11 Cosmonaut Group - ロシア
Nadezhda Kuzhelnaya, ミハイル・チューリン
12月12日 - NASA Group 15 - The Flying Escargot - 米国
パイロット:スコット・アルトマン, Jeffrey Ashby, マイケル・ブルームフィールド, Joe Edwards, Dominic Gorie, リック・ハズバンド, スティーヴン・W・リンジー, パメラ・メルロイ, Susan Kilrain, フレドリック・スターカウ
ミッションスペシャリスト:マイケル・アンダーソン, カルパナ・チャウラ, Robert Curbeam, キャサリン・P・ハイヤー, ジャネット・L・カヴァンディ, エドワード・ルー, カルロス・ノリエガ, James Reilly, Stephen Robinson
国際ミッションスペシャリスト:ジャン＝ルー・クレティエン（フランス）, 土井隆雄 (日本), Michel Tognini (フランス), Dafydd Williams (カナダ)
備考:ハズバンド、アンダーソン、チャウラは、コロンビア号空中分解事故に巻き込まれた。クレティエンは、1980年代にスペースラブのバックアップ乗組員として訓練を受け、米国とソ連/ロシアの宇宙船の両方で飛行し、米国とソ連/ロシア以外の宇宙飛行士として初めて宇宙遊泳を行った。

## 1996年
2月9日 - MKS/RKKE-12 Cosmonaut Group - ロシア
MKS: オレッグ・コトフ, ユーリ・シャーギン
RKKE: コンスタンチン・コゼエフ, Sergei Revin
3月26日 - MKS supplemental cosmonaut group - ロシア
オレグ・コノネンコ
5月1日 - NASA Group 16 - The Sardines - 米国
パイロット:Duane Carey, Stephen Frick, チャールズ・ホーバー, James M. Kelly, マーク・E・ケリー, スコット・ケリー, Paul Lockhart, Christopher Loria, ウィリアム・マッコール, Mark Polansky
ミッションスペシャリスト:デイビッド・ブラウン, Daniel Burbank, Yvonne Cagle, Fernando Caldeiro, Charles Camarda, ローレル・クラーク, マイケル・フィンク, Patrick Forrester, John Herrington, ジョアン・ヒギンボサム, サンドラ・マグナス, Michael Massimino, リチャード・マストラキオ, Lee Morin, リサ・ノワック, ドナルド・ペティ, John Phillips, Paul Richards, ピアーズ・セラーズ, ハイディマリー・ステファニション＝パイパー, ダニエル・M・タニ, Rex Walheim, ペギー・ウィットソン, ジェフリー・ウィリアムズ, ステファニー・ウィルソン
国際ミッションスペシャリスト:ペドロ・デュケ (スペイン), クリステル・フォーグレサング (スウェーデン), Umberto Guidoni (イタリア), Steven MacLean (カナダ), 毛利衛 (日本), 野口聡一 (日本), ジュリー・ペイエット (カナダ), Philippe Perrin (フランス), Gerhard Thiele (ドイツ)
備考:ブラウン、クラーク、マッコールは、コロンビア号空中分解事故に巻き込まれた。マーク・ケリーとスコット・ケリーは双子の兄弟であるが、ジェームズ・ケリーは血縁関係はない。ロリアは怪我のため、宇宙へは行かずにNASAを去った。STS-121で宇宙に行ったノワックは、2007年2月5日に同僚宇宙飛行士と三角関係にあった女性を暴行した容疑で逮捕された。3月6日にNASAに解雇され、NASAを解雇された初の宇宙飛行士となった。
6月 - NASDA Group - 日本
野口聡一
10月 - China Group 1996 - 中国
李慶龍, 呉杰

## 1997年
7月28日 - TsPK-12/RKKE-13 Cosmonaut Group - ロシア
TsPK: Dmitri Kondratyev, ユーリ・ロンチャコフ, Sergei Moshchenko, Oleg Moshkin, ロマン・ロマネンコ, アレクサンドル・スクボルソフ, マクシム・スラエフ, Konstantin Valkov, セルゲイ・ヴォルコフ
RKKE: Oleg Skripochka, フョードル・ユールチキン
イスラエル
Yitzhak Mayo, イラン・ラモーン
備考:ラモーンはイスラエル最初の宇宙飛行士で、コロンビア号空中分解事故時のペイロードスペシャリストであった。

## 1998年
1月 - Chinese Group 1 - 中国
陳全, ?清明, 費俊龍, 景海鵬, 劉伯明, 劉旺, 聶海勝, 潘占春, 楊利偉, 翟志剛, 張曉光, 趙傳東
備考:2003年10月、楊利偉は、中国の宇宙開発によって宇宙に行った初めての宇宙飛行士となった。この神舟5号のミッションによって、中国は独自で人間を宇宙に送った3番目の国となった。
2月24日 - RKKE-14 Cosmonaut Group - ロシア
ミハイル・コルニエンコ
6月4日 - NASA Group 17 - The Penguins - 米国
パイロット:リー・アーシャムボウ, クリストファー・ファーガソン, ケネス・ハム, Gregory C. Johnson, Gregory H. Johnson, ウィリアム・オーフェリン, Alan Poindexter, ジョージ・ザムカ
ミッションスペシャリスト:クレイトン・アンダーソン, トレイシー・コールドウェル, グレゴリー・シャミトフ, Timothy Creamer, マイケル・フォアマン, マイケル・E・フォッサム, Stanley Love, Leland Melvin, バーバラ・モーガン, John D. Olivas, ニコラス・パトリック, ギャレット・リーズマン, Patricia Robertson, Steven Swanson, ダグラス・ウィーロック, スニータ・ウィリアムズ, Neil Woodward
国際ミッションスペシャリスト:レオポルド・アイハーツ (フランス), パオロ・ネスポリ (イタリア), マルコス・ポンテス (ブラジル), Hans Schlegel (ドイツ), ロバート・サースク (カナダ), Bjarni Tryggvason (カナダ), ロベルト・ヴィットーリ (イタリア)
備考:このグループのモーガンは、1986年のチャレンジャー号爆発事故で死亡した"Teacher-In-Space"のクリスタ・マコーリフのバックアップであった。しばしばEducator Astronautとされるが、モーガンはEducator Astronaut Projectが始まる前にミッションスペシャリストとしてNASAに選考された。パトリシア・ロバートソンは自家用飛行機の事故でミッションを割り当てられる前に死亡した。
10月7日 - 1998 ESA Group - 欧州
フランク・ディビュナー, レオポルド・アイハーツ, Andre Kuipers, パオロ・ネスポリ, Hans Schlegel, ロベルト・ヴィットーリ

## 1999年
2月 - 1999 NASDA Group - 日本
古川聡, 星出彰彦, 山崎直子
11月1日 - 1999 ESA Group  - 欧州
Claudie Andre-Deshays, Philippe Perrin, Michel Tognini
備考:フランス国立宇宙研究センターの3人の宇宙飛行士が欧州宇宙機関に移籍した。

## 2000年
7月26日 - NASA Group 18 - The Bugs - 米国
パイロット:Dominic A. Antonelli, Eric A. Boe, Kevin A. Ford, Ronald J. Garan, Jr., Douglas G. Hurley, Terry W. Virts, Jr., Barry E. Wilmore
ミッションスペシャリスト:Michael R. Barratt, ロバート・ベンケン, Template:スティーブ・ボーエン, B. Alvin Drew, Andrew J. Feustel, Michael T. Good, ティモシー・コプラ, K・メーガン・マッカーサー, カレン・L・ニーベリ, ニコール・ストット

## 2003年
5月23日 - TsPK-13/RKKE-15/IMBP-6 Cosmonaut Group - ロシア
TsPK: Anatoli Ivanishin, Aleksandr Samokutyayev, アントン・シカレロフ, Evgeny Tarelkin, Sergei Zhukov
RKKE: Oleg Artemyev, Andrei Borisenko, Mark Serov
IMBP: Sergei Ryazansky
9月11日 - SpaceShipOne - 米国
Brian Binnie, Mike Melvill, Doug Shane, Peter Siebold
備考:商業宇宙飛行士の最初のグループである。

## 2004年
5月6日 - NASA Group 19 - The Peacocks - 米国
パイロット:ランドルフ・ブレスニク, James Dutton
ミッションスペシャリスト:Thomas Marshburn, Christopher Cassidy, R. Shane Kimbrough, Jose Hernandez, ロバート・サッチャー, シャノン・ウォーカー
エデュケータ・ミッションスペシャリスト:
国際ミッションスペシャリスト:古川聡(日本), 星出彰彦(日本), 山崎直子(日本)
備考:このグループには、最初のEducator Astronautが含まれている。また、2010年のスペースシャトルの退役にあわせ、スペースシャトルのための訓練を受ける最後の宇宙飛行士となった。

## 2006年
3月30日 - Virgin Galactic Astronaut Pilots Group - イギリス
Steve Johnson, Alistair Hoy, David MacKay
9月4日 - Angkasawan Group - マレーシア
シェイク・ムザファ・シュコア, ファイズ・カリード, Siva Vanajah, Mohammed Faiz Kamaludin
備考:2006年、4人のマレーシア人がアンカサワン宇宙飛行計画で国際宇宙ステーションの乗組員となる訓練に選ばれた。シェイク・ムザファはソユーズTMA-11で、マレーシア人として初めて宇宙を飛行した。
10月11日 - TsPK-14/RKKE-16 Cosmonaut Group - ロシア
TsPK: アレクサンドル・ミシュルキン, オレッグ・ノヴィツキー, Aleksey Ovchinin, Maksim Ponomaryov, セルゲイ・リジコフ
RKKE: エレナ・セロヴァ, Nikolai Tikhonov
12月25日 - Korean Astronaut Program Group - 韓国
高山, 李素妍
備考:高山は2007年9月、李素妍は2008年3月に乗組員の候補となった。

## 2008年
7月 - Virgin Galactic Astronaut Pilots Group (Commercial Astronauts) - 英国
Robert Bendall, Rich Dancaster, Brad Lambert

## 2009年
2月25日 - JAXA Group - 日本
大西卓哉, 油井亀美也
5月13日 - CSA Group - カナダ
Jeremy Hansen, David Saint-Jacques
5月20日 - ESA Group - 欧州
サマンサ・クリストフォレッティ (イタリア), アレクサンダー・ゲルスト (ドイツ), アンドレアス・モーゲンセン (デンマーク), ルカ・パルミターノ (イタリア), ティモシー・ピーク (イギリス), トマ・ペスケ (フランス)
6月29日 - NASA Group 20 - Chumps - 米国
パイロット:Jack D. Fischer, Scott D. Tingle, Gregory R. (Reid) Wiseman
ミッションスペシャリスト:Serena M. Aunon, ジャネット・エップス, Michael S. Hopkins, チェル・リンドグレン, Kathleen (Kate) Rubins, Mark T. Vande Hei
国際ミッションスペシャリスト:Jeremy Hansen (カナダ), 金井宣茂 (日本), 大西卓哉 (日本), David Saint-Jacques (カナダ), 油井亀美也 (日本)
備考:NASAは、3500人以上の応募者の中から第20グループとして9人を選んだ。NASAの候補は6月に公表され、外国の宇宙飛行士は後日に加えられた。
9月8日 - JAXA Group - 日本
金井宣茂

## 2010年
3月 - Chinese Group 2 - 中国
Cai Xuzhe, Chen Dong, Liu Yang, Tang Hongbo, Wang Yaping, Ye Guangfu, Zhang Lu
4月12日 - Association of Spaceflight Professionals-Group 1 - 米国
Jim Crowell, Bruce Davis, Kristine Ferrone, Amnon Govrin, Chad Healy, Ryan Kobrick, Joseph Palaia, Luis Saraiva, Brian Shiro, Laura Stiles, Veronica Ann Zabala-Aliberto
6月7日 - Association of Spaceflight Professionals-Group 2-商業宇宙飛行士
Ben Corbin, Jose Miguel Hurtado, Jr, Jason Reimuller, Todd Romberger, Erik Seedhouse, Alli Taylor
10月12日 - TsP-15/RKKE-17 Cosmonaut Group - ロシア
TsPK: Aleksey Khomenchuk, Denis Matveev, セルゲイ・プロコピエフ
RKKE: Andrei Babkin, Ivan Vagner, Sergey Kud'-Sverchkov, Svyatoslav Morozov

## 2011年
1月-2月 - Enrolled in a United squad of Roscosmos astronauts - ロシア
Oleg Artemyev, Andrei Babkin, Ivan Vagner, Andrei Borisenko, Sergei Zhukov, オレグ・コノネンコ, Mikhail Kornienko, Sergei Kud'-Sverchkov, Svyatoslav Morozov, Sergei Revin, Sergey Ryazansky, Elena Serova, Nikolai Tikhonov.
2月28日 - Association of Spaceflight Professionals-Group3
Christopher Altman, Jon-Erik Dahlin, Melania Guerra, Mindy Howard, Kris Lehnhardt, Abhishek Tripathi, Cosan Unuvar, Pavel Zagadailov, Luis Zea
10月26日 - Virgin Galactic Astronaut Pilots Group (Commercial Astronauts) - 英国
Keith Colmer

## 2012年
2月 - Enrolled in a United squad of Roscosmos cosmonauts - ロシア
フョードル・ユールチキン
10月30日 - TsPK- Addition Group - ロシア
Oleg Blinov, Nikolay Chub, Piotr Dubrov, アンドレイ・フェジャーエフ, Ignat Ignatov, アンナ・キキナ, Sergei Korsakov, ドミトリー・ペテリン

## 2013年
5月8日 - Virgin Galactic Astronaut Pilots Group (Commercial Astronauts) - 英国
Frederick W. Sturckow (元NASA宇宙飛行士), Michael "Sooch" Masucci
6月3日 - Association of Spaceflight Professionals-Group 4
David Ballinger, Jessica Cherry, Michael Gallagher, Jamie Guined, Tanya Markow-Estes, Aaron Persad
6月17日 - NASA Group 21 - 8-Balls - 米国
ジョシュ・カサダ, Victor J. Glover, ニック・ヘイグ, Christina M. Hammock, ニコール・マン, アン・マクレイン, Jessica U. Meir, Andrew R. Morgan

## 2014年
7月24日 - Virgin Galactic Astronaut Pilots Group (Commercial Astronauts) - 英国
トッド・エリクソン
8月14日 - Individual set into a United detachment of Roscosmos astronauts - ロシア
Mukhtar Aimakhanov

## 2015年
1月23日 - Virgin Galactic Astronaut Pilots Group (Commercial Astronauts) - 英国
Mark Stucky
7月9日 - NASA Commercial Crew Program
Robert Behnken, スニータ・ウィリアムズ, エリック・ボウ, Douglas Hurley
7月 - ESA Astronaut Corps
Matthias Maurer
Copenhagen Suborbitals (Commercial Astronauts) - デンマーク
Mads Stenfatt, Anna Olsen, Carsten Olsen

## 2017年
6月7日 - NASA Group 22 - The Turtles (USA)
Kayla Barron, ジーナ・カードマン, Raja Chari, マシュー・ドミニク, ロバート・ハインズ (宇宙飛行士), ウォーレン・ホバーグ, Jonny Kim, Robb Kulin, ジャスミン・モグベリ, Loral O'Hara, フランシスコ・ルビオ, ジェシカ・ワトキンス
備考:Kulinは、訓練が終了する前の2018年8月にNASAを辞した。
7月1日 - 2017 CSA Group - カナダ
ジェニファー・シドニー, Joshua Kutryk

## 2018年
8月10日 - 17th Cosmonaut Group - ロシア
コンスタンチン・ボリソフ, アレクサンドル・ゴルブノフ, アレクサンドル・グレベンキン, Sergei Mikayev, キリル・ペスコフ, Oleg Platonov, Yevgeny Prokopyev, Alexei Zubritsky
9月3日 - Emirati Astronaut Group - UAE
ハザ・アル・マンスーリ, スルタン・アル・ネヤディ

## 2019年
12月 – 1st Vyomnaut Group - インド
プラサンス・ナイル, Angad Prathap, Ajit Krishnan, シュバンシュ・シュクラ

## 2020年
10月8日 - Chinese Group 3 - 中国
- 男性17人、女性1人の18人の新しい宇宙飛行士を選考したと発表されたが、全員の名前は公表されなかった。

宇宙船操縦手　7人 : 唐勝傑, 李廣蘇
フライトエンジニア　7人 : 朱楊柱, 江新林, 李聰
ミッションスペシャリスト　4人 : 桂海潮

## 2021年
1月27日 – 18th Cosmonaut Group - ロシア
Sergey Irtuganov , Alexander Kolyabin, Sergey Teteryatnikov, Harutyun Kiviryan
3月30日 - インスピレーション4 - 米国
ジャレッド・アイザックマン, シアン・プロクター, ヘイリー・アルセノー, クリストファー・センブロスキ
4月10日 - Emirati Astronaut Group 2 - USE
w:Nora Al Matrooshi, w:Mohammad Al Mulla
12月6日 - NASA Astronaut Group 23 - 米国
ニコール・エアーズ, Marcos Berríos, Christina Birch, Deniz Burnham, Luke Delaney, Andre Douglas, Jack Hathaway, Anil Menon, Christopher Williams, Jessica Wittner

## 2022年
10月2日 – Chinese Group 4 - 中国
- 12-14人の新しい宇宙飛行士を選考したと発表されたが、名前は公表されなかった。

宇宙船操縦手　7-8人
フライトエンジニア　5-6人N
ミッションスペシャリスト　2人
11月23日 - 2022 ESA Astronaut Group - 欧州
Career: Sophie Adenot (France), Pablo Álvarez Fernández (Spain), Rosemary Coogan (UK), Raphaël Liégeois (Belgium), Marco Alain Sieber (Switzerland)
Reserve/Project: Meganne Christian (UK), Anthea Comellini (Italy), Sara García Alonso (Spain), Andrea Patassa (Italy), Carmen Possnig (Austria), Arnaud Prost (France), Amelie Schoenenwald (Germany), Aleš Svoboda (Czech Republic), スワヴォシュ・ウズナンスキ (Poland), Marcus Wandt (Sweden), Nicola Winter (Germany) and John McFall (UK)

## 2023年
2月12日 – Saudi Astronaut Group 2 - サウジアラビア
ラヤナ・バルナウィ, アリ・アルカルニ, w:Mariam Fardous, Ali AlGhamdi
3月8日 - Australian Astronaut Group 1 - オーストラリア
w:Katherine Bennell-Pegg
4月 - Turkish Astronaut (Group 1) - トルコ
w:Alper Gezeravcı, w:Tuva Cihangir Atasever
4月/7月 - 2023 JAXA Group - 日本
諏訪理、米田あゆ
6月 - その他
アリソン・ムオトリ（ブラジル）

## 2024年
3月27日 - HUNOR 1 - ハンガリー
w:Tibor Kapu, Gyula Cserényi
8月26日 - 2024 Cosmonaut Group - ロシア
Anastasia Burchuladze, Elchin Vakhidov, Vladimir Vorozhko, Aleksandr Zherebtsov

## 商業宇宙飛行
現在の宇宙市場の規模は3300億ドルを超えており、今後の30年間で3兆ドル近くに達すると推定されている。その中で、有人宇宙飛行は最も成長が期待される分野の1つであり、この間の移行のギャップを埋めるものとして、商業宇宙飛行士が期待されている。
Ansari X Prize
最初の商業宇宙飛行士は、Ansari X Prizeへの挑戦者によって2004年に選考された。その中には、w:Starchaser Industriesのディレクターである Steve BennettとMatt Shewbridge、引退したNASAの宇宙飛行士であるジョン・ヘリントン(Pioneer Rocketplane)、リチャード・シアホスとパイロットのディック・ルータン(w:XCOR Aerospace)、カナダの工学者Brian Feeney(w:Da Vinci Project)、退役軍人でマーキュリー13の1人のウォリー・ファンク(w:Interorbital Systems)がいた。

### ボーイング
ボーイングは宇宙探査チームに、引退したNASAの宇宙飛行士であるクリス・ファーガソンを雇用した。ボーイングの商業宇宙飛行士の候補には、引退した宇宙飛行士、科学者、宇宙に行ったことのないテストパイロット等が含まれている。

### スペースX
スペースXは、引退したNASAの宇宙飛行士を雇用しているが、自社の宇宙船に乗って国際宇宙ステーションに行く従業員を選定していない。
スペースXの医療ディレクターであったアニル・メノンは、2021年にNASA宇宙飛行士に先行された。
スペースXの従業員であるアンナ・メノンとサラ・ギリスは、ポラリス計画のポラリス ドーンに私的に参加した。

### Association of Spaceflight Professionals
世界初の商業宇宙飛行士の団体であるAssociation of Spaceflight Professionalsは、NASAのFlight Opportunitiesプログラムから有人宇宙飛行ミッションに関する一連のファンドを受け取っており、そのうち数百万ドルが迅速に再利用可能なスペースプレーンを使用した弾道飛行における高高度の夜光雲形成の詳細な分光分析に割り当てられている。
この組織の商業宇宙飛行士は、NASAの宇宙飛行士選考をモデルとした、NASAの宇宙飛行士も関わった選考過程を経ている。その中には、宇宙飛行士のトレーナーとして活動する者や、各国の宇宙機関の宇宙飛行士の最終選考に残った者もいる。
国際宇宙ステーションでの活動経験のある[[李素妍 (宇宙飛行関係者)|李素妍]は、この組織のメンバーである。

### ヴァージン・ギャラクティック
スケールド・コンポジッツ及びヴァージン・ギャラクティックの宇宙飛行士には、マイケル・アルスベリ―(VSSエンタープライズ墜落事故で死去)、w:Rob Bendall(カナダ)、リチャード・ブランソン、w:Peter Kalogiannis、ニキ・ラウダ(オーストリア)、Brian Maisler、Clint Nichols、Wes Persall、バート・ルータン、Peter Seiffert、Peter Siebold、Mark Stucky、Dave Mackayがいる。

### Teachers in Space
Teacher in Spaceプログラムは、2005年に始まった。2012年、United States Rocket Academyは、このプログラムの参加者を拡大し、Citizens in Spaceと改称すると発表した。最初の段階で、Citizens in Spaceは、4人訓練中のの宇宙飛行士候補者を含む10人の候補者を選考し、ペイロードオペレータとして訓練した。その中には、教育者で宇宙飛行史家のGregory Kennedyも含まれていた。

### コペンハーゲン・サブオービタルズ
コペンハーゲン・サブオービタルズは、デンマークをカーマン・ライン以遠に人を運ぶ4番目の国にすることを目指している。

### マーズワン
マーズワンは、2023年までに火星に人類初の永住地を作ることを目的にする民間組織である。オランダの実業家バス・ランスドルプが2012年5月にプランを公表した。
マーズワンの宇宙飛行士の選考は、2013年4月19日に発表されて4月22日に始まり、8月までに世界中から20万件の応募を受けた。第2次選考の結果が12月30日に発表され、107か国から合計1058人が選考された。
マーズワンは、医療、技術、財政面の実現可能性について、様々な批判を受けている。マーズワンは、先行への参加者を含む寄付者からできるだけ多くの資金を集めるために作られた詐欺組織だという未確認の噂もある。
2019年2月、同年1月15日に、マーズワンはスイスの裁判所から破産を宣告されたと報道され、会社は解散した。

### インスピレーション火星財団
デニス・チトーにより設立されたアメリカ合衆国の非営利組織であるインスピレーション火星財団は、2018年か2021年に火星をフライバイする有人ミッションの打上げを目指していた。
宇宙飛行士の候補者には、バイオスフィア2に参画したジェーン・ポインターとテイバー・マッカラムの夫妻が含まれていた。

### Waypoint2Space
Waypoint2Spaceは2014年に訓練サービスに対する連邦航空局の安全認証を取得した。NASAのジョンソン宇宙センターと連携し、宇宙飛行士の訓練を提供している。

### トルァックス・エンジニアリング
弾道飛行用の機体の開発に挑戦する最初の民間企業であるトルァックス・エンジニアリングは、自社のロケットの最初のテストパイロットとして、ジーナ・イェーガーを雇用した。このプロジェクトは、1991年に資金不足により中止された。